# 咱们工人有力量
《咱们工人有力量》，马可词曲。这首歌1948年诞生于佳木斯铁工厂，同年于沈阳皇姑屯机车车辆厂定稿，最后的定稿首发在《辽宁日报》的前身《东北日报》上。它运用了中国东北地区民间秧歌调与号子的节奏。

## 历史
1945年5月，马可所在的东北鲁艺文工二团从农村回到佳木斯市（当时合江省省会）到佳木斯铁工厂中深入生活，马可及团员为工人表演节目及教工人们唱歌，鉴于当时描写农民翻身的歌曲很多，却很少有专门写给工人的歌，使得马可决定创作该歌曲。马可在佳木斯铁工厂完成了这首歌的初稿，团员们当时就拿着歌谱到佳木斯发电厂和东北造币厂等工厂教唱歌曲并听取工人对该曲的意见，马可在沈阳皇姑屯机车车辆厂教唱该曲后，做了最后一次修改，把“为什么？为了打老蒋！ ”改为“为什么？为了求解放！ ”

## 词曲版权
1976年7月27日，该曲词曲作者马可逝世。

## 使用及改编
- 2011年，央视春晚以民工街舞的形式演出了该曲。